# Usman Nurmagomedov
Usman Nurmagomedov (Kiziliurt, Daguestán, Rusia; 17 de abril de 1998) es un artista marcial mixto ruso que actualmente compite en la categoría de peso ligero de Bellator MMA, donde es el actual Campeón Mundial de Peso Ligero de Bellator. Previamente compitió en UAE Warriors y Eagle Fighting Championship (Gorilla Fighting Championship en ese momento). Es el hermano menor del peleador de UFC Umar Nurmagomedov y primo del ex-Campeón Mundial de Peso Ligero de UFC Khabib Nurmagomedov y del peleador de UFC Abubakar Nurmagomedov. Desde el 10 de octubre de 2023, está en la posición #3 del ranking libra por libra de Bellator.

## Primeros años
Usman Nurmagomedov nació el 17 de abril de 1998 en la ciudad de Kizilyurt, República de Daguestán.
En su niñez, viviendo en su pueblo natal junto a su hermano Umar Nurmagomedov, comenzó a practicar freestyle wrestling a la edad de diez años. Cuando su hermano Umar comenzó a practicar a Muay Thai, Usman hizo lo mismo. Después de trasladarse a Majaachkalá, Usman comenzó a entrernar con su tío Abdulmanap Nurmagomedov en Eagles MMA. Ahí mejoró sus habilidades en freestyle wrestling y entrenaba junto a su primo Khabib Nurmagomedov. Usman pertenece a la etnia Avar.

## Carrera de artes marciales mixtas

### Carrera temprana
La carrera profesiona de Nurmagomedov comenzó el 26 de marzo de 2017 en Moscú en Moscow Pankration Federation. Su oponente fue Imran Abdiev. Usman ganó la pelea por armbar en el primer asalto.
Nurmagomedov continuaría su carrera en múltiples promociones como GFC y UAE Warriors, ganando sus siguientes 10 peleas. Siendo todas por finalización excepto una.  Luego de ganar su undécima pelea en el Torneo en Memoria de Abdulmanap Nurmagomedov, Usman firmó un contrato de múltiples peleas con Bellator.

### Bellator MMA
En su debut en Bellator el 2 de abril de 2021 en Bellator 255 Nurmagomedov enfrentó a Mike Hamel. Fue incapaz de finalizar, pero logró asegurar una victoria por decisión unánime.
En su segunda pelea en Bellator el 31 de julio de 2021 en Bellator 263, Nurmagomedov enfrentó a Luis "Manny" Muro. Luego de contectar un rodillazo que mandó a Muro al suelo, Nurmagomedov lo remató con una serie de martillazos para ganar la pelea por TKO en el primer asalto.
La siguiente pelea de Nurmagomedov tuvo lugar en Bellator 269 el 23 de octubre de 2021, donde enfrentó a Patrik Pietilä en una pelea en peso pactado en 160 libras. Ganó la pelea por rear-naked choke en el primer asalto.
Nurmagomedov enfrentó a Chris Gonzalez el 22 de julio de 2022 en Bellator 283. Ganó la pelea por guillotine choke en el primer asalto.

#### Campeonato Mundial de Peso Ligero de Bellator
Usman enfrentó a Patricky Pitbull por el Campeonato Mundial de Peso Ligero de Bellator en Bellator 288 el 18 de noviembre de 2022. Ganó la pelea y el título por decisión unánime.

#### Grand Prix de Peso Ligero de Bellator
Siendo anunciado como uno de los participantes del Grand Prix de Peso Ligero por 1 millón de dólares de Bellator, Usman defendió su título contra el ex-Campeón de Peso Ligero de UFC Benson Henderson el 10 de marzo de 2023, en Bellator 292. Ganó la pelea por sumisión en el primer asalto, avanzando a la semifinal del torneo.
Nurmagomedov enfrentó al ex-campeón de peso ligero de Bellator Brent Primus en la semifinal del torneo el 7 de octubre de 2023, en Bellator 300. Originalmente ganó la pelea por decisión unánime, pero el resultado fue anulado por la Comisión Atlética del Estado de California cuando Nurmagomedov dio positivo por una droga prescrita que contenía una sustancia prohibida. Fue suspendido por 6 meses, debido a ingesta accidental, no fue despojado del título.
Nurmagomedov hizo la segunda defensa de su título contra Alexander Shabliy el 7 de septiembre de 2024, en Bellator Champions Series 4. Ganó la pelea por decisión unánime.
Nurmagomedov hizo la tercera defensa de su título contra el ex-Campeón de Peso Pluma de Cage Warriors Paul Hughes el 25 de enero de 2025 en el evento estelar de PFL: Road to Dubai - Champions Series. Ganó la pelea por decisión mayoritaria.

## Campeonatos y logros
- Bellator MMA
  - Campeonato Mundial de Peso Ligero de Bellator (Una vez; actual)
    - Tres defensas titulares exitosas

## Récord en artes marciales mixtas
| Récord profesional | Récord profesional | Récord profesional |
| 20 peleas          | 19 victorias       | 0 derrotas         |
| ------------------ | ------------------ | ------------------ |
| Nocaut             | 8                  | 0                  |
| Sumisión           | 6                  | 0                  |
| Decisión           | 5                  | 0                  |
| Sin resultado      | 1                  | 1                  |

| Resultado     | Récord   | Oponente             | Método                              | Evento                                               | Fecha                    | Ronda | Tiempo | Localización            | Notas |
| ------------- | -------- | -------------------- | ----------------------------------- | ---------------------------------------------------- | ------------------------ | ----- | ------ | ----------------------- | --- |
| Victoria      | 19–0 (1) | Paul Hughes          | Decisión (unánime)                  | PFL Champions Series 1                               | 25 de enero de 2025      | 5     | 5:00   | Dubái                   | Defendió el Campeonato Mundial de Peso Ligero de Bellator. |
| Victoria      | 18–0 (1) | Alexander Shabliy    | Decisión (unánime)                  | Bellator Champions Series 4                          | 7 de septiembre de 2024  | 5     | 5:00   | San Diego, California   | Defendió el Campeonato Mundial de Peso Ligero de Bellator. |
| Sin Resultado | 17–0 (1) | Brent Primus         | Sin Resultado (anulado por la CSAC) | Bellator 300                                         | 7 de octubre de 2023     | 5     | 5:00   | San Diego, California   | Semifinal del Grand Prix de Peso Ligero de Bellator. Retuvo el Campeonato Mundial de Peso Ligero de Bellator. Originalmente una victoria por decisión unánime para Nurmagomedov, anulado luego de que diera postivo por una sustancia prohibida. |
| Victoria      | 17–0     | Benson Henderson     | Sumisión (rear-naked choke)         | Bellator 292                                         | 10 de marzo de 2023      | 1     | 2:37   | San José, California    | Cuartos de final del Grand Prix de Peso Ligero de Bellator. Defendió el Campeonato Mundial de Peso Ligero de Bellator. |
| Victoria      | 16–0     | Patricky Freire      | Decisión (unánime)                  | Bellator 288                                         | 18 de noviembre de 2022  | 5     | 5:00   | Chicago, Illinois       | Ganó el Campeonato Mundial de Peso Ligero de Bellator. |
| Victoria      | 15–0     | Chris Gonzalez       | Sumisión (guillotine choke)         | Bellator 283                                         | 22 de julio de 2022      | 1     | 2:54   | Tacoma, Washington      | |
| Victoria      | 14–0     | Patrik Pietila       | Sumisión (rear-naked choke)         | Bellator 269                                         | 23 de octubre de 2021    | 1     | 4:06   | Moscú                   | Pelea en peso pactado (160 libras). |
| Victoria      | 13–0     | Manny Muro           | TKO (rodillazo al cuerpo)           | Bellator 263                                         | 31 de julio de 2021      | 1     | 3:30   | Inglewood, California   | |
| Victoria      | 12–0     | Mike Hamel           | Decisión (unánime)                  | Bellator 255                                         | 2 de abril de 2021       | 3     | 5:00   | Uncasville, Connecticut | |
| Victoria      | 11–0     | Svyatoslav Shabanov  | TKO (golpes)                        | FNG / GFC: Abdulmanap Nurmagomedov Memory Tournament | 9 de septiembre de 2020  | 2     | 2:37   | Moscú                   | |
| Victoria      | 10–0     | Jerry Kvarnstrom     | TKO (puñatazos y codazos)           | UAE Warriors 12                                      | 31 de julio de 2020      | 1     | 2:39   | Abu Dabi                | |
| Victoria      | 9–0      | Ruslan Tuyakov       | TKO (rodillazos)                    | Gorilla Fighting Championship 24                     | 9 de febrero de 2020     | 2     | 2:03   | Sarátov                 | |
| Victoria      | 8–0      | Roman Golovinov      | TKO (golpes)                        | UAE Warriors 9                                       | 29 de noviembre de 2019  | 1     | 1:45   | Abu Dabi                | |
| Victoria      | 7–0      | Kazim Zhakhangirov   | Sumisión (guillotine choke)         | Gorilla Fighting Championship 17                     | 27 de septiembre de 2019 | 2     | 1:10   | Atirau                  | |
| Victoria      | 6–0      | Ruslan Hisamutdinov  | Decisión (unánime)                  | Gorilla Fighting Championship 15                     | 28 de julio de 2019      | 3     | 5:00   | Penza                   | |
| Victoria      | 5–0      | Gabriel Baino        | TKO (golpes)                        | Gorilla Fighting Championship 11                     | 3 de marzo de 2019       | 1     | 3:14   | Penza                   | Debut en peso ligero. |
| Victoria      | 4–0      | Romeo Njia           | Sumisión (rear-naked choke)         | Battle on Volga 9                                    | 17 de febrero de 2019    | 1     | 4:48   | Moscú                   | |
| Victoria      | 3–0      | Issei Moriyama       | TKO (golpes)                        | Brave CF 21                                          | 28 de diciembre de 2018  | 1     | N/A    | Yeda                    | |
| Victoria      | 2–0      | Dmitriy Berestovskiy | TKO (parada médica)                 | Battle on Volga 8                                    | 14 de diciembre de 2018  | 1     | 5:00   | Samara                  | |
| Victoria      | 1–0      | Imran Abdiev         | Sumisión (armbar)                   | MPF: Young Talents Cup 2017                          | 26 de marzo de 2017      | 1     | 1:51   | Moscú                   | Debut en peso pluma. |